# Microregione di Alegre
Alegre è una microregione dello Stato dell'Espírito Santo in Brasile appartenente alla mesoregione di Sul Espírito-Santense.

## Comuni
Comprende 9 comuni:
- Alegre
- Divino de São Lourenço
- Dores do Rio Preto
- Guaçuí
- Ibatiba
- Ibitirama
- Irupi
- Iúna
- Muniz Freire